# 江陰文廟
江陰文廟（こういんぶんびょう）は、中華人民共和国江蘇省無錫市江陰市澄江街道に位置する孔子廟。

## 歴史
江陰文廟は北宋の景祐3年（1036年）に建立された。
清の乾隆2年（1737年）に常州府知府蔡樹は文廟を全面重建した。金声坊・玉振坊を増築した。乾隆3年（1738年）、澄江書院は学宮に転入した。道光元年（1821年）、江蘇学政姚文田は西学橋・東学橋・鴻漸橋を新築し、文字橋を解体し、中街の南側に照壁を建設し、東西の両端に門を設置する。咸豊10年（1860年）、太平天国軍は江陰城を占領して、文廟はまた戦火に破壊されて、石梁・石岸と石坊だけを残します。同治6年（1867年）から光緒5年（1879年）まで、12年間で全面的に再建し、銀46670両を消費し、尊経閣が再建されていない以外、他の殿宇は元の通り回復します。
1901年に校士館と改名し、1903年に高等小学校を兼営し、1905年に専門学校（礼延高等小学校）を設立し、1912年に江陰県第一高等学校に改名した。日中戦争の時、文廟は大日本帝国陸軍の大きな破壊を受した。
日中戦争後及び中華人民共和国成立後、文廟は中学校（江陰県立中学）校舎として長期に渡り、大成殿は廃旧物資貯蔵所として危ぶまれ、明倫堂は学生食堂となった。1993年に江陰県中学校で新しい住所に引っ越して、元の住所はおよび曁陽中学に改作します。1995年には学校から独立した文廟建築が全面的に整備されました。同年、江蘇省人民政府は文廟を江蘇省文物保護単位に認定した。2007年から明倫堂内で国学啓蒙班を開催しています。2010年の中秋節、江陰文廟は第一回の祭孔大典を行した。

## 建築物
照壁、徳配天地坊、道冠古今坊、金声門、玉振門、欞星門、泮橋、戟門、大成殿、明倫堂、尊新斎、時習斎